# The Johnny Cash Family Christmas
The Johnny Cash Family Christmas je božićni album Johnnyja Casha, objavljen 1972. u izdanju Columbia Recordsa. To je Cashov drugi božićni album; prvi je bio The Christmas Spirit iz 1963. Album uključuje manje poznate Cashove materijale te naracije i dijalog Cashove obitelji i prijatelja, između pjesama. Cash je ukupno napisao ili bio jedan od autora tri pjesme, dok su dvije, "Christmas as I Knew It" i "Silent Night", već bile objavljene na The Christmas Spirit. June Carter Cash, Marshall Grant, Tommy Cash, Harold Reid, Larry Butler, Maybelle Carter, Anita Carter, Carl Perkins i Lew DeWitt su među onima koji su se našli na ovom albumu.

## Popis pjesama
1. Opening Narration (Cash)
2. "King of Love" (Harold Reid)
3. Narration
4. "Jingle Bells" (James Pierpont)
5. Narration
6. "That Christmasy Feeling" (Jimmy Peppers, Tommy Cash)
7. Narration
8. "My Merry Christmas Song" (Larry Butler)
9. Narration
10. "Merry Christmas Mary" (Larry Lee, Glenn D. Tubb)
11. Narration
12. "Christmas Time's a-Comin'" (Tex Logan)
13. Narration
14. "Christmas with You" (Cash)
15. "Christmas as I Knew It" (June Carter Cash, Jan Howard)
16. Narration
17. "When You're Twenty-One" (Carl Perkins)
18. Narration
19. "An Old Fashioned Tree" (A. Becker, C. Williams)
20. Narration
21. "Silent Night" (Franz Gruber, Josef Mohr)

## Izvođači
- Johnny Cash - vokali, glumac
- June Carter, Marshall Grant, Tommy Cash, Harold Reid, Larry Butler, Maybelle Carter, Anita Carter, Carl Perkins, Lew DeWitt - glumci

## Vanjske poveznice
- Podaci o albumu i tekstovi pjesama